# Максмилиан фон Золмс-Рьоделхайм-Асенхайм
Максмилиан фон Золмс-Рьоделхайм-Асенхайм (на немски: Maximilian (Max) Graf zu Solms-Rödelheim und Assenheim; * 14 април 1826, Асенхайм; † 15 февруари 1892, Асенхайм) е граф на Золмс-Асенхайм-Рьоделхайм и политик.

## Биография
Той е големият син на граф Карл Фридрих Лудвиг Кристиан Фердинанд фон Золмс-Рьоделхайм-Асенхайм (1790 – 1844) и съпругата му графиня Луиза Амалия фон Ербах-Шьонберг (1795 – 1875), дъщеря на граф Густав Ернст фон Ербах-Шьонберг (1739 – 1812) и графиня Хенриета Кристиана фон Щолберг-Щолберг (1753 – 1816). Брат е на Фридрих (1827 – 1883), Ото (1829 – 1904) и Куно (1836 – 1862).
Максмилиан получава частно обучение и от 1845 г. учи в гимназията в Гота. През октомври 1846 г. той се записва да следва философия в университета в Хайделберг. От 1847 до 1848 г. пътува из Европа.
От 1844 г. Максмилиан е член на Първата камера на съсловията във Великото херцогство Хесен. Понеже е малолетен от 1844 до 1847 г. чичо му Франц фон Золмс-Рьоделхайм (1796 – 1852) поема неговия мандат. Заради революцията през март (1848 – 1849) се прекратяват мандатите в Първата камера и отново се въвеждат през 1856 г. През 1867 г. той става наследствен член на „пруския херен-хауз“, където е до смъртта си.
През 1868 г. Максмилиан е член на „Комунал-ландтага“ на Насау и член на „Комунал-ландтага“ на Касел от 1885 до 1892 г.
Умира на 65 години в Асенхайм на 15 февруари 1892 г.

## Фамилия
Максмилиан се жени на 1 юни 1861 г. в Лаубах за графиня Текла фон Золмс-Лаубах (* 4 юни 1835, Лаубах; † 17 януари 1892, Асенхайм), дъщеря на граф Ото фон Золмс-Лаубах (1799 – 1872) и принцеса Луитгарда Вилхелмина Августа фон Вид (1813 – 1870). Те имат шест деца:
- Карл Франц (* 15 декември 1864; † 9 февруари 1923), женен I. в Еттал, Бавария, на 26 октомври 1892 г. за графиня Анастасия фон Папенхайм (* 9 март 1863; † 5 юли 1904), II. в Кастел на 25 юли 1907 г. за графиня Жени фон Кастел-Кастел (* 22 юни 1866; † 24 февруари 1923)
- София (* 20 септември 1866; † 22 юли 1914)
- Ернст (* 8 юли 1868; † 2 май 1920), женен в Шьонвайде, окр. Пльон, на 2 юли 1903 г. за графиня Анна фон Платен Халермунд (* 14 април 1874; † 18 август 1937)
- Анна (* 29 октомври 1869; † 13 март 1936)
- Берта (* 16 април 1871; † 13 юли 1912)
- Мария (* 15 юни 1873; † 8 април 1955)